# Bitva u Sarhu

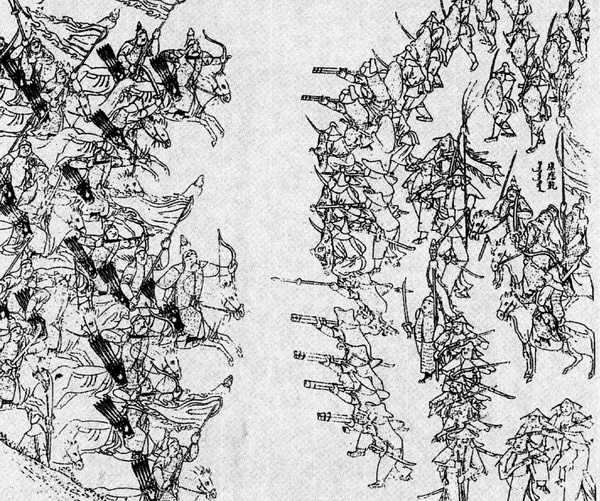
Bitva u Sarhu. Ilustrace z Nurhačiho životopisu, 1635

Bitva u Sarhu  (čínsky v českém přepisu Sa-er-chu č’-čan, znaky zjednodušené 萨尔浒之战, tradiční 薩爾滸之戰) byla bitva mezi armádou čínské říše Ming a vojskem džürčenské říše Pozdní Ťin v dubnu 1619 u hory Sarhu v moderní prefektuře Fu-šun v severočínské provincii Liao-ning. Bitvu vyprovokovalo ťinské dobytí mingského města Fu-šun roku 1618, po rozsáhlých přípravách vytáhly čtyři mingské armády proti ťinskému hlavnímu městu Hetuala. Ťinský vládce Nurhači se svým vojskem však tři z mingských armád rozdrtil, pouze čtvrtá ustoupila ještě před bojem.

## Před bitvou
Od roku 1583 začal Nurhači, náčelník jednoho z mnoha džürčenských kmenů jižního Mandžuska, budovat vlastní stát. Sjednocoval Džürčeny, zpočátku s blahovolnou podporou mingské strany (zejména generála Li Čcheng-lianga); od roku 1587 někteří mingští představitelé soudili, že nepřiměřeně zesílil a žádali jeho zničení, záležitost však uvázla v diskuzích uvnitř mingské administrativy. Nurhači sám uznával podřízený vztah k říši Ming a roku 1590 a znova roku 1597 osobně přijel s tributem do Pekingu. Začátkem 90. let již nabyl velké síly, tehdejšími pozorovateli odhadované na 30–40 tisíc jezdců a o 10 tisíc více pěšáků. Jeho nabídka vést své vojsko do Koreje na pomoc mingské armádě vyslané proti japonským útočníkům (v takzvané Imdžinské válce) byla mingskými úřady s díky odmítnuta. V rámci budování státu roku 1599 zavedl nové, mandžuské písmo, a roku 1601 novou organizaci vojska a společnosti podle korouhví. Roku 1603 dohodl s mingskými generály v Liao-tungu vymezení hranic.
Roku 1608 mingská vláda odvolala Li Čcheng-lianga, nový velitel vojsk v Liao-tungu Siung Tching-pi zaujal vůči Nurhačimu obezřetnější postoj a podporoval jeho mongolské a džüčenské oponenty. Vztahy Nurhačiho státu s Mingy se poté zhoršovaly, s tím jak Nurhači od roku 1611 přestal přinášet tribut, pokračoval v podrobování si džürčenských kmenů a roku 1616 se dokonce vyhlásil císařem říše (Pozdní) Ťin a začal považovat svůj stát za rovnocenný mingskému.
Do roku 1618 Nurhači ovládl všechny džürčenské kmeny kromě Jehe a Hajsi, které byly pod mingskou ochranou a tedy útok na ně by vyvolal válku s mingskou Čínou. Nurhači válku vyprovokoval dobytím mingského Fu-šunu v květnu 1618, přičemž velitel fušunské posádky Li Jung-fang se vzdal a přešel na džürčenskou stranu. Mingský velitel Liao-tungu vzápětí vyslal 10 tisíc vojáků dobýt Fu-šun zpět, byli však rozdrceni připraveným čtyřtisícovým džürčenským oddílem, takže přežila jen pětina z nich. Džürčeni se poté stáhli do svého hlavního města Hetualy a slavili vítězství.

## Bitva
Další mingská odvetná výprava vyrazila do útoku po rozsáhlých a nákladných přípravách začátkem dubna 1619. Celkovým velením byl pověřen státník a vojevůdce Jang Chao, vojsko bylo rozděleno do čtyř sborů v jejichž čele stáli (od severu k jihu) zkušení generálové Ma Lin, Tu Sung, Li Žu-po a Liou Tching. Mingská vojska měla asi 100 tisíc mužů, v tom 83 tisíc Číňanů, zbytek zahrnoval korejské a džürčenské spojence. Nurhači disponoval 50–60 tisíci vojáků, v kontrastu k Číňanům je však nerozdělil, využil znalosti terénu, počasí a mobility a se svou armádou rozdrtil jednotlivé mingské sbory jeden po druhém. 
Nurhači proti armádám Ma Lina, Li Žu Poa a Liou Tchinga vyslal pouze nevelké, několikasetčlenné oddíly, které měly za úkol znepokojovat a zpomalovat postup Číňanů, zbytek své armády soustředil proti armádě Tu Sunga. Tu Sung vyrazil s 25–30 tisíci vojáky z Fu-šunu na západ a v touze po vítězství se snažil předstihnout ostatní mingské armády. Dne 14. dubna dosáhl řeky Chan a uviděl ťinská opevnění na druhém břehu. Přikázal neprodleně překročit řeku, úspěšně zahnal ťinský předvoj, vzápětí však rozdělenou mingskou armádu (jejíž část s dělostřelectvem zůstala za řekou) obchvátily hlavní ťinské síly a rozdrtily. Tu Sungův osud je neznámý, zřejmě padl v boji. Na druhý den se Nurhačiho armáda přesunula severněji proti sboru Ma Lina. Tn se dozvěděl o osudu Tu Sungovy armády a usadil své vojsko v opevněném táboře. Džürčeni nejdříve zlikvidovali mingské hlídky a z okolních kopců se vrhli na tábor. Mingští vojáci, pod dojmem zvěstí o džürčenském vítězství předešlého dne, zpanikařili a byli poraženi. Ma Linovi se podařilo uniknout. Hlavní síly Džürčenů se poté přesunuly na jih, proti dvěma zbylým mingským armádám. Jang Chao dotyčným armádám vydal příkaz stáhnout se, Li Žu-po s relativně nevelkými ztrátami ustoupil, k Liou Tchingovi se však rozkaz k ústupu nedostal. Jeho armáda postoupila až na 30 km na jih od Hetualy, 20. dubna ji útok Džürčenů zastihl roztaženou do pochové kolony. Zprvu se ubránili, následnému útoku a obchvatu džürčenské jízdy však podlehli. Liou Tching v boji zahynul. V bojích mingské armády ztratily kolem 45 tisíc vojáků, ťinské ztráty dosáhly snad 5 tisíců.

## Následky
Po vítězství nad Mingy Nurhači připojil zbývající Džürčeny a v létě 1619 obsadil Kchaj-jüan (přičemž zahynul generál Ma Lin) a Tchie-ling na severu Liao-tungu. Li Žu-po, obviněný ze zbabělosti, pod tíhou kritiky spáchal sebevraždu, Jang Chao byl uvězněn a roku 1629 popraven. Velení v Liao-tungu převzal Siung Tching-pi, s úkolem zajistit obranu regionu.